# 액트신
액트신(본명: 연형모, 1991년 12월 12일 ~ )은 대한민국의 전직 리그 오브 레전드 프로게이머이다. 프로게임단 지도자로도 활동했다. 선수 시절 아이디는 ActScene이며 포지션은 정글이었다.

## 선수 시절
2012년 3월, NEB에 입단하면서 프로 커리어를 시작했다.
2013년 2월, 진에어 그린윙스 스텔스에 입단했다. 2013년 10월, 형제팀인 팰컨스로 자리를 옮겼다.
2014년 2월, 나진 블랙 소드에 입단했다. 하지만 피미르의 승부조작 폭로 당시 이름이 언급이 되었고 이로 인해 e스포츠 협회의 조사를 받게 되었다. 조사 결과 해당 혐의를 벗게 되었지만 나진에서 자진으로 퇴단함을 선언했다.
2014년 6월, 월드 엘리트에 입단했다. 서머 시즌 팀의 주전으로 활동했지만 팀은 포스트시즌에 진출하지 못했다.

## 지도자 생활
2015년 1월, 마스터3의 코치로 부임했다.
2018시즌을 앞두고 킹존 드래곤 X의 코치로 부임했다.
2020시즌을 앞두고 아프리카 프릭스의 코치로 부임했다.

## 소속팀

### 선수
| # | 팀명                   | 소속 기간             | 소속 리그 | 비고 |
| - | ---------------------- | --------------------- | --------- | ---- |
| 1 | NEB                    | 2012.03~2012.05       | LCK       |      |
| 2 | 진에어 그린윙스 스텔스 | 2013.02.15~2014.01.22 | LCK       |      |
| 3 | 나진 블랙 소드         | 2014.02.05~2014.03.18 | LCK       |      |
| 4 | 월드 엘리트            | 2014.06.13~2014.08.22 | LPL       |      |

### 지도자
| # | 팀명            | 직책 | 소속 기간             | 소속 리그 | 비고 |
| - | --------------- | ---- | --------------------- | --------- | ---- |
| 1 | 마스터3         | 코치 | 2015.01.01~2016.05.18 | LSPL      |      |
| 2 | 게임 탤런트     | 코치 | 2017.05~2017.11.05    | LSPL      |      |
| 3 | 킹존 드래곤 X   | 코치 | 2017.11.26~2018.12.06 | LCK       |      |
| 4 | 아프리카 프릭스 | 코치 | 2019.12.05~2020.11.04 | LCK       |      |

## 수상 내역

### 지도자
- 리그 오브 레전드 세컨더리 프로리그 서머 2015 우승
- 리그 오브 레전드 챔피언스 코리아 스프링 2018 우승
- 리그 오브 레전드 미드 시즌 인비테이셔널 2018 준우승
- 2019 LoL KeSPA컵 울산 우승